# Cantonul Bouaye
Cantonul Bouaye este un canton din arondismentul Nantes, departamentul Loire-Atlantique, regiunea Pays de la Loire, Franța.

## Comune
- Bouaye (reședință)
- Brains
- Pont-Saint-Martin
- Rezé (parțial)
- Saint-Aignan-Grandlieu
- Saint-Léger-les-Vignes